# Behnam Barzay
Behnam Barzay (tiếng Ba Tư: بهنام برزای) là một cầu thủ bóng đá người Iran hiện tại thi đấu cho Esteghlal ở Persian Gulf Pro League.

## Sự nghiệp
Anh thi đấu toàn bộ sự nghiệp ở Sanat Naft trong 3 mùa giải. Vào tháng 6 năm 2013, anh được chuyển đến Rah Ahan sau khi Sanat Naft xuống hạng.

### Esteghlal
Ngày 1 tháng 2 năm 2015, anh gia nhập Esteghlal với bản hợp đồng 2,5 năm.
Màn trình diễn tốt ở mùa giải 2014–15 khi sự chú ý với câu lạc bộ tại La Liga Getafe CF muốn sở hữu anh.
Vào tháng 6 năm 2017, anh rời câu lạc bộ khi hợp đồng hết hạn. Tuy nhiên khi bổ nhiệm Winfried Schäfer thành huấn luyện viên mới của Esteghlal, anh ký một bản hợp đồng 2,5 năm với câu lạc bộ ngày 5 tháng 11 năm 2017, giúp anh thi đấu tiếp từ tháng 1 năm 2018.

## Thống kê sự nghiệp câu lạc bộ
Tính đến 3 tháng 3 năm 2017
| Câu lạc bộ          | Hạng đấu            | Mùa giải            | Giải vô địch | Giải vô địch | Cúp Hazfi | Cúp Hazfi | Châu Á  | Châu Á    | Tổng    | Tổng      |
| Câu lạc bộ          | Hạng đấu            | Mùa giải            | Số trận      | Bàn thắng    | Số trận   | Bàn thắng | Số trận | Bàn thắng | Số trận | Bàn thắng |
| ------------------- | ------------------- | ------------------- | ------------ | ------------ | --------- | --------- | ------- | --------- | ------- | --------- |
| Sanat Naft          | Pro League          | 2010–11             | 1            | 0            | 0         | 0         | –       | –         | 1       | 0         |
| Sanat Naft          | Pro League          | 2011–12             | 1            | 0            | 0         | 0         | –       | –         | 1       | 0         |
| Sanat Naft          | Pro League          | 2012–13             | 19           | 2            | 2         | 3         | –       | –         | 21      | 5         |
| Rah Ahan            | Pro League          | 2013–14             | 18           | 2            | 1         | 0         | –       | –         | 19      | 2         |
| Rah Ahan            | Pro League          | 2014–15             | 6            | 0            | 1         | 0         | –       | –         | 7       | 0         |
| Esteghlal           | Pro League          | 2014–15             | 2            | 0            | 0         | 0         | –       | –         | 2       | 0         |
| Esteghlal           | Pro League          | 2015–16             | 18           | 2            | 2         | 0         | –       | –         | 20      | 2         |
| Esteghlal           | Pro League          | 2016–17             | 18           | 4            | 3         | 1         | 4       | 0         | 25      | 5         |
| Tổng cộng sự nghiệp | Tổng cộng sự nghiệp | Tổng cộng sự nghiệp | 78           | 10           | 9         | 4         | 4       | 0         | 91      | 14        |

- Assists

| Mùa giải | Đội bóng  | Kiến tạo |
| -------- | --------- | -------- |
| 15–16    | Esteghlal | 2        |
| 16–17    | Esteghlal | 0        |

## Sự nghiệp quốc tế

### U20
Anh là một phần của U-20 Iran during Vòng loại Giải vô địch bóng đá U-19 châu Á 2012, Cúp CIS 2012, Giải vô địch bóng đá U-19 Đông Nam Á 2012 và Giải vô địch bóng đá U-19 châu Á 2012.

### U23
Anh được triệu tập vào trại huấn luyện của U-23 Iran bởi Nelo Vingada để chuẩn bị cho Incheon 2014 và Giải vô địch bóng đá U-22 châu Á 2016 (vòng loại Olympic mùa hè).

## Danh hiệu

### Câu lạc bộ
Esteghlal
- Cúp Hazfi: 2017–18